# Qingxiu
Qingxiu (chinesisch 青秀区, Pinyin Qīngxiù Qū; Zhuang Cinghsiu Gih) ist ein chinesischer Stadtbezirk der bezirksfreien Stadt Nanning, der Hauptstadt des Autonomen Gebietes Guangxi der Zhuang-Nationalität im Süden der Volksrepublik China. Er hat eine Fläche von 865,1 km² und zählt 808.000 Einwohner (Stand: Ende 2018).

## Administrative Gliederung
Auf Gemeindeebene setzt sich der Stadtbezirk aus fünf Straßenvierteln und vier Großgemeinden zusammen.